# 圓形劇場

罗马斗兽场是典型的圓形競技場，圖為其內部的遺跡。

圓形劇場（拉丁語：amphitheatrum），又稱圓形競技場，是一種中間露天、四週則被圓形或橢圓形的建築所環繞的表演場地。場地的中央為進行表演的地方，座位則沿四週排列。這種建築起源於古羅馬，主要用作角鬥士等競技比賽，有些也會進行話劇的文藝活動，而場地的設計成為了現代體育館的藍本。

## 羅馬圓形劇場
古羅馬有一系列公共娛樂場所，在現代術語中分為四種類型：
- 用於戲劇、音樂和舞蹈的劇院
- 為體育比賽服務的體育場
- 作為角鬥士等競技比賽的圓形劇場；
- 用於賽馬和戰車比賽的馬戲團或賽馬場
- 通常為其他建築類型保留的表演。[1]

古羅馬圓形劇場是古羅馬文明主要的公共場所，平面呈圓形或橢圓形，周邊設有座位層。經常用來欣賞用於角鬥士、競技比賽、處決等活動。在整個羅馬帝國的領土地區，總計發現了大約230 個羅馬圓形劇場。建築物的典型樣式、功能和名稱將它們與羅馬劇院區分開來，羅馬劇院的形狀或多或少是半圓形的；有些能夠容納馬戲團（類似於競技場），有些設有其較長的賽道，主要用於賽馬或戰車比賽；還有較小的體育場，主要是為田徑和賽跑而設計的。
最早的羅馬圓形劇場可以追溯到公元前一世紀中葉，但大多數是在奧古斯都時期（公元前27年至公元14年）之後的帝國統治下建造的。帝國圓形劇場遍布羅馬帝國；最大的可容納40,000–60,000 名觀眾。建築以精緻的具有多層拱形外牆，並用大理石、灰泥和雕像精心裝飾為特色。最著名的古代圓形劇場是羅馬競技場，在5世紀的競技比賽和6世紀的動物狩獵結束後，大多數圓形劇場都年久失修。他們的材料在中世紀被人們開採或回收。有的被夷為平地，有的被改造成防禦工事。

## 當代保存較佳的羅馬圓形劇場列表

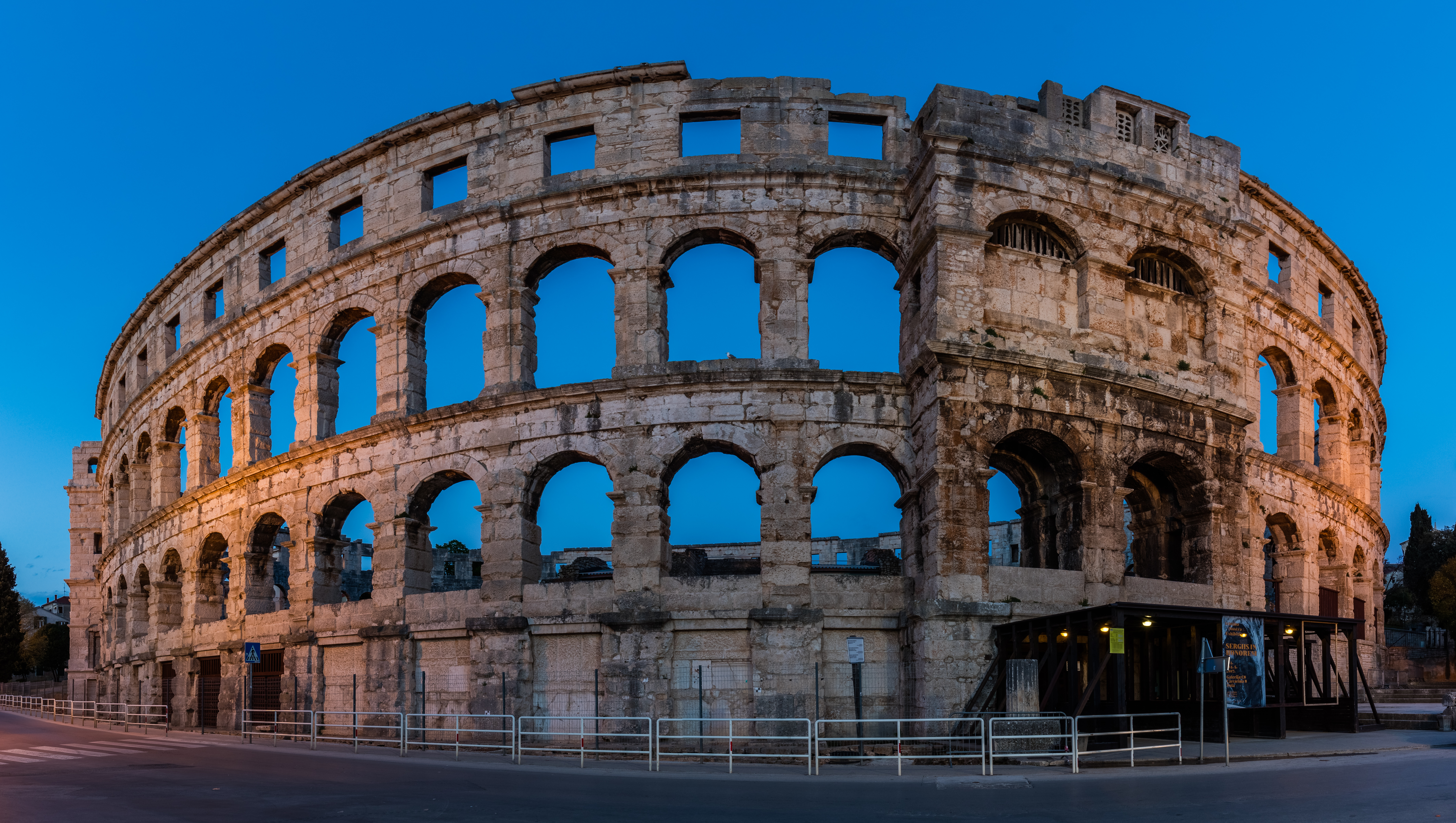
普拉競技場
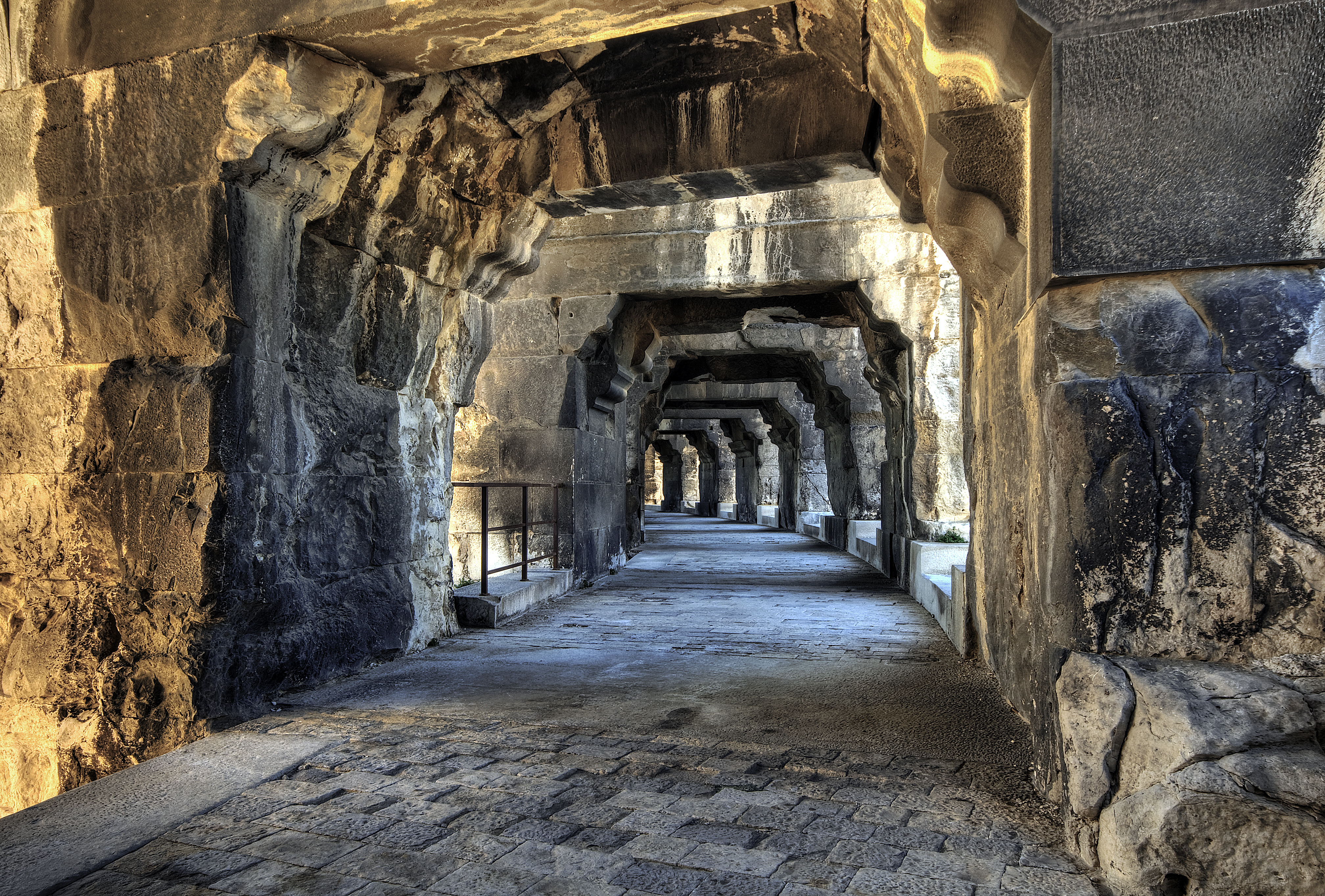
尼姆竞技场的內部構造
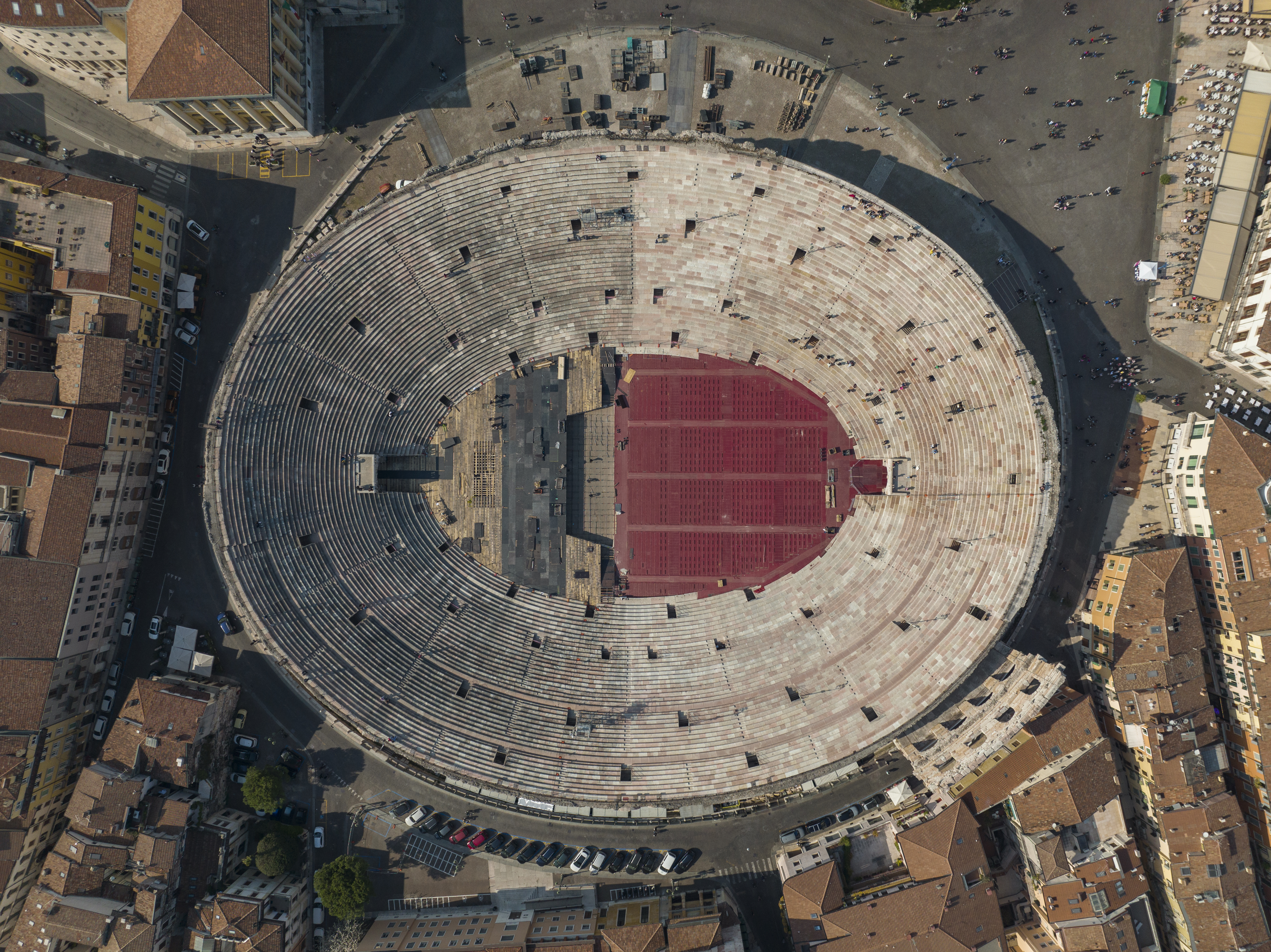
俯看维罗纳圆形竞技场
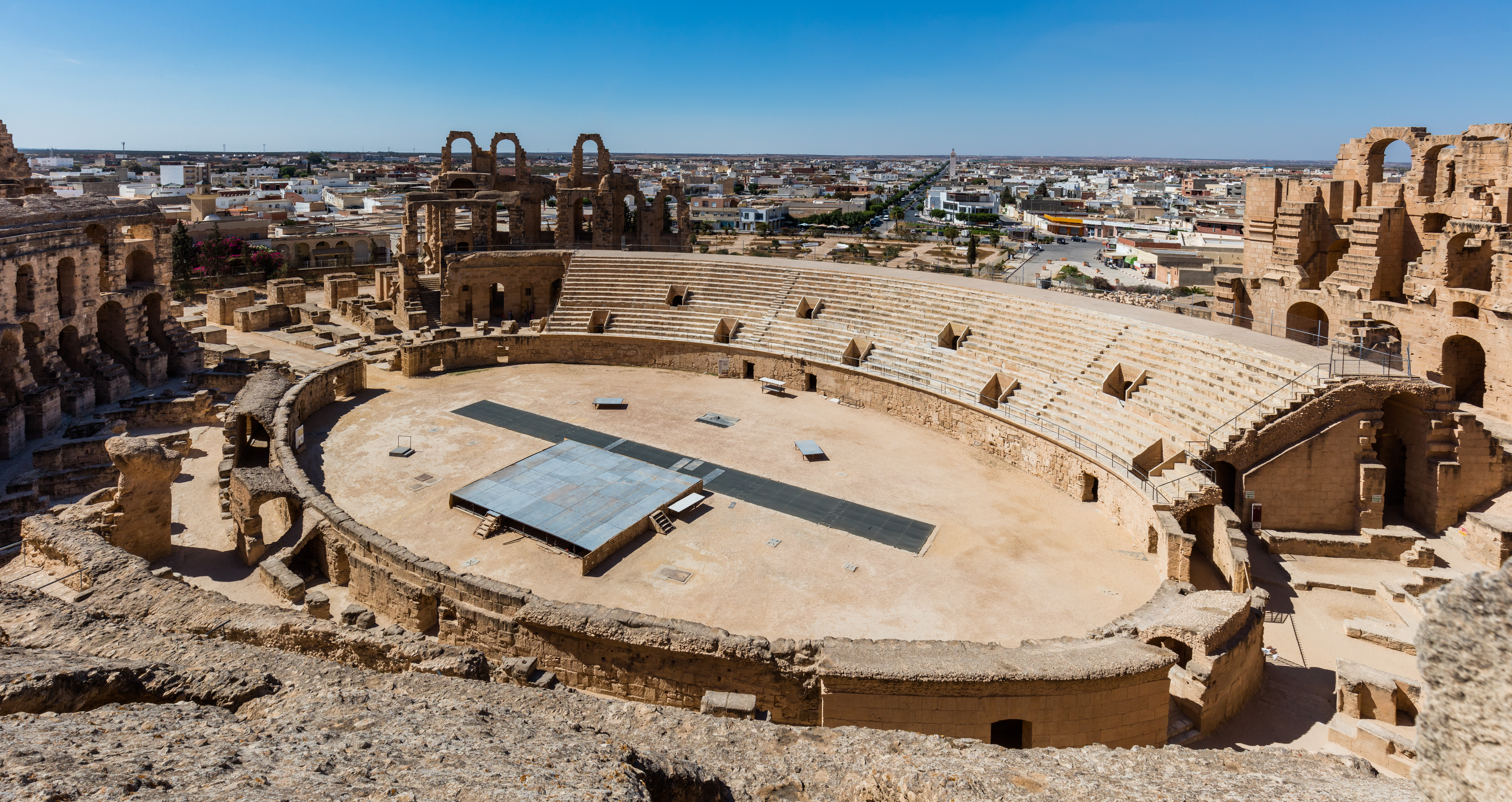
位于突尼西亞傑姆的埃尔杰姆圆形剧场

- 羅馬競技場
- 阿尔勒竞技场
- 维罗纳圆形竞技场
- 尼姆竞技场
- 龐貝競技場
- 埃尔杰姆圆形剧场
- 杜勒斯露天競技場
- 普拉競技場
- 義大利迦羅馬圓形劇場
- 塔拉戈纳圆形剧场
- 塞爾迪卡競技場（英语：Amphitheatre_of_Serdica）
- 曼伯里環競技場（英语：Maumbury_Rings）
- 切斯特競技場（英语：Chester_Roman_Amphitheatre）
- 卡斯特倫斯圓形竞技场（英语：Amphitheatrum_Castrense）
- 盧杜斯·馬格努斯圓形竞技场（英语：Ludus_Magnus）
- 圖爾圓形竞技场（英语：Tours_Amphitheatre）
- 三高盧人圓形竞技场（英语：Amphitheatre_of_the_Three_Gauls）
- 阿昆庫姆軍用圓形竞技场（英语：Aquincum_Military_Amphitheatre）
- 阿昆庫姆民用圓形竞技场（英语：Aquincum_Civil_Amphitheatre）
- 卡普阿圓形竞技场（英语：Amphitheatre_of_Capua）
- 卡塔尼亞圓形劇場（英语：Amphitheatre_of_Catania）
- 佛羅倫薩圓形竞技场（英语：Roman_Amphitheatre_of_Florence）
- 米蘭圓形竞技场（英语：Milan_amphitheatre）
- 利克斯圓形竞技场（英语：Amphitheater_of_Lixus）
- 梅里達圓形竞技场（英语：Amphitheatre_of_Mérida）
- 迦太基圓形竞技场（英语：Carthage_amphitheatre）

## 外部連結
- Bomgardner, David Lee. . Routledge. October 2000. ISBN 0-415-16593-8.